# Philippe Brun
Philippe Brun (Parijs, 29 april 1908 – aldaar, 14 januari 1994) was een Franse trompettist en bandleider in de swing. Hij was in Frankrijk de eerste jazztrompettist van belang.

## Biografie
Brun studeerde viool, op de trompet was hij autodidact. In 1928 speelde hij bij Ray Starita in Londen, waar hij ook lid was van de band van Jack Hylton (1930). Volgens Boris Vian, die hem in een radio-uitzending voorstelde, was Brun de eerste hotjazz-trompettist van Paris. In 1929 maakte Brun voor het eerst plaatopnamen. Hij speelde bij onder meer Grégor et ses Grégoriens; zijn spel deed denken aan dat van Bix Beiderbecke (Doin' the Racoon). Hierna was hij lid van het orkest van Ray Ventura (hij is op de plaat als solist te horen in nummers als After You've Gone en Melody in Brown). Hij nam ook platen onder eigen naam op, voor het platenlabel Swing. Hij leidde een grote band met onder anderen Django Reinhardt en Stéphane Grappelli (op piano) (Riding Along the Moskowia).
Op 14 december 1937 werkte Brun mee aan Reinhardts nummers Bolero en Mabel en een week later aan Blues. Een van Bruns bekendste platen was It Had to Be You, opgenomen op 28 december 1937 met Alix Combelle, Django Reinhardt, Michel Warlap, Grappelli en Louis Viola. Brun werkte ook met Danny Polo en Bert Ambrose. Tijdens de bezetting van Frankrijk in de Tweede Wereldoorlog vluchtte Brun naar Zwitserland, waar hij met onder anderen Glyn Paque, André Ekyan, Teddy Stauffer, Ernst Höllerhagen en Eddie Brunner speelde. Als bandleider nam hij in de periode 1937 tot 1944 op voor de labels Pathe, Swing en Elite Special. Na de oorlog leidde hij eigen groepen, maar hij heeft weinig opnamen meer gemaakt. (in 1954 slechts drie nummers). In latere jaren gaf hij de jazz op en ging hij commerciële amusementsmuziek spelen.

## Discografie
- Philippe Brun and His Band: Le Jazz en France, Vol. 11 - Philippe Brun 1930-1938